# Iván Ochoa
Iván Fernando Ochoa Chávez o simplemente Iván Ochoa (13 de agosto de 1996, Tampico, Tamaulipas, México) es un futbolista mexicano, juega como volante de contención y su equipo actual es el Cancún F.C. de la Liga de Expansión MX.

## Carrera
Comenzó jugando en las series menores de Pachuca, lo que le valió ser seleccionado juvenil de su país en la serie sub-17 y sub-19. Sin lograr consolidarse en el primer equipo de los tuzos, parte a Mineros de Zacatecas, de la segunda categoría azteca, para agarrar ritmo de competencia y regularidad. Tras su paso por mineros vuelve a Pachuca, donde juega un par partidos que no le sirven para ganar la titularidad, es por esto que el club del estado Hidalgo decide prestarlo a Everton de Viña del Mar. 
En su llegada a Viña del Mar, no convence en un principio, no obstante, tras adaptarse al fútbol chileno se convierte en titular indiscutido para el técnico Pablo Sánchez. Junto a Rodrigo Echeverría y Kevin Medel forma el mediocampo titular de los ruleteros para la temporada 2017. Gracias a su capacidad de quite y su buena distribución de balón, se gana el apodo de "patrullero", haciendo alusión a su cualidad de aduanero en la cancha. 
Iván se ha transformado en pilar fundamental del equipo de la ciudad jardín gracias a los aportes en ofensiva y fuerte ayuda en la defensa, se ha matriculado como parte de los goleadores de Everton ya que ganó la confianza de "vitamina" y lanza los penales, fallando por primera vez uno de estos en partidos oficiales en la fecha 8 frente a Audax Italiano en el sintético de La Florida.
Su buen rendimiento en el torneo Transición 2017 le valió ser reconocido como el mejor volante central del campeonato por parte de la ANFP, en la Gala del Fútbol 2017, formando así el equipo ideal de esta competición.

## Palmarés

### Campeonatos nacionales
| Título           | Club                    | País      | Año    |
| ---------------- | ----------------------- | --------- | ------ |
| Primera División | Pachuca Club de Fútbol  | México    | 2016-C |
| Primera División | Club León               | México    | 2020-A |
| Copa Primera     | Real Estelí Fútbol Club | Nicaragua | 2023   |